# 祖熊屬
祖熊屬（學名：Ursavus）是熊科已滅絕的一個屬，生活于2300萬至530萬年前中新世的北美和歐亞大陸，是現代熊屬生物的祖先。它在2000萬年前從亞洲大陸遷徙到北美。

## 種
該屬共發現11種，總体來看，其体型小，与現代的狼相似。
黎明熊（U. elmensis）是該屬第一個種。但後來它和U. depereti一起被劃出本屬，黎明熊分入安盧熊屬（Ballusia），後者則被分入郊熊猫屬（Agriarctos）。
2006年7月中國甘肅临夏回族自治州广河县官坊乡槐沟村發現的戴氏祖熊（U. tedfordi）的頭骨化石，為世界上首次發現的完整祖熊头骨。1985年山东临朐县山旺發現的東方祖熊（U. orientalis）化石保存情況也很好。但有研究者認為東方祖熊其實不屬於祖熊屬，而是屬於安盧熊屬。